# یاسمین فهیمی

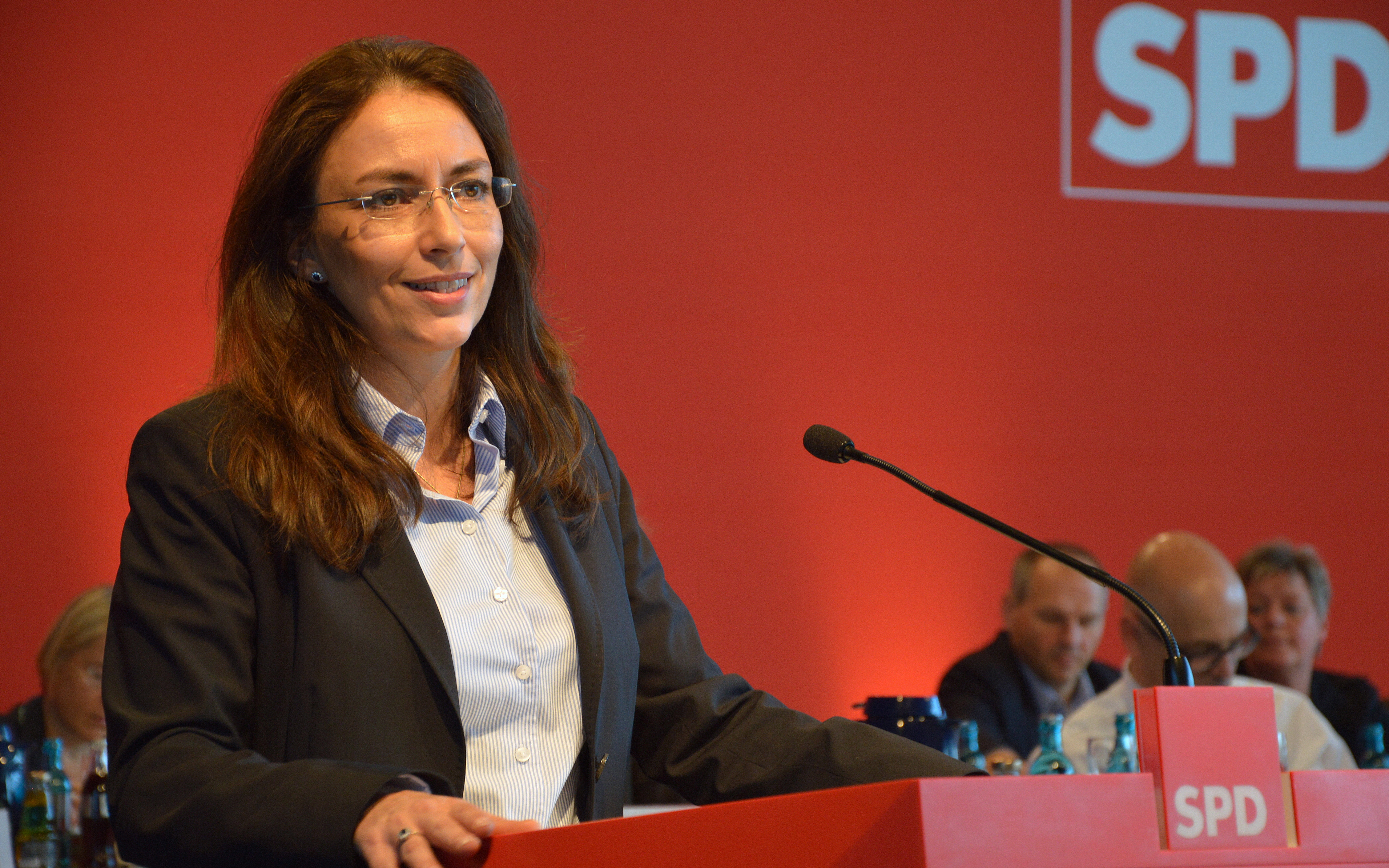

یاسمین فهیمی (زاده ۲۵ دسامبر ۱۹۶۷) یک سیاستمدار آلمانی از حزب سوسیال دموکرات آلمان (SPD) است که در تاریخ ۲۶ ژانویه ۲۰۱۴ به عنوان دبیرکل این حزب انتخاب شد. مه ۲۰۲۲ به عنوان رئیس اتحادیه‌های کارگری این کشور انتخاب شد.

وی از پدری ایرانی و مادری آلمانی در هانوفر، آلمان زاده شده‌است. پدرش قبل از تولد او در تصادف رانندگی کشته شد.
یاسمین فهیمی عضو هیئت مدیره منطقه جوانان سوسیالیست هانوفر بود که به دسته ای از حلقهٔ مارکسیستی هانوری بنام سوسیالیستِ چپ جوان تعلق داشت.

از ژانویه ۲۰۱۴ تا دسامبر ۲۰۱۵ دبیر کل حزب سوسیال دمکرات آلمان بود. فهیمی از سال ۱۹۸۴عضو حزب سوسیال دمکرات و از ۲۰۱۶ تا ۲۰۱۸ معاون وزیر کار و امور اجتماعی بود. فهیمی که از سال ۲۰۱۷ تا ۲۰۲۲ عضو پارلمان آلمان (بوندستاگ) بود اولین زنی است که در آلمان رئیس اتحادیه کارگری می‌شود.